# Candelaria barbouri
Candelaria barbouri foi o primeiro procolofonóide descoberto na cidade de Candelária, por Llewellyn Ivor Price em 1946. Tinha aproximadamente 40 centímetros e viveu no Ladiniano no Triássico Médio, aproximadamente a 235 milhões de anos atrás. Era originalmente considerado como um táxon irmão do Owenetta e Sauropareion. No entanto, estes táxons não são táxons irmãos de Procolophon e Anthodon, como originalmente relatado.
Diferente de Owenetta, o crânio da Candelaria tem uma nova e autapomórficos fenestra temporal lateral superior que no Paliguana se funde com a ventral fenestra temporal lateral. Além disso, Paliguana tem uma fenestra temporal superior, assim Candelaria fornece informações sobre a sequência dos eventos morfológicos com a redução no osso temporal. No Candelaria barbouri o recuo posterior do crânio é reduzida e a jugal é mais robusta.